# Stockholmspartiet
Stockholmspartiet är ett politiskt parti i Sverige, bildat 1979. Det är registrerat för val till kommunfullmäktige i Stockholm och val till Stockholms läns landsting.

## Partihistorik
Stockholmspartiet bildades 1979 i protest mot rivningen av stadens historiska miljöer, mot bilismens utbredning och mot bristen på insyn och inflytande för medborgarna i den politiska processen. Partiet var uttalat tvärpolitiskt och tog inte ställning mellan blocken utan fokuserade på sakfrågorna. Redan samma år kom partiet in i Stockholms kommunfullmäktige där de fick tre mandat (Agneta Dreber, Åke Askensten och Richard Murray). Stockholmspartiet satt i fullmäktige fram till valet 2002. Det hade ofta rollen som vågmästare och orsakade bland annat det majoritetsskifte som ledde till att det socialdemokratiska finansborgarrådet John-Olof Persson 1986 efterträddes av moderaten Sture Palmgren. Till partiets mest kända profiler under dess tid i kommunfullmäktige kan räknas Agneta Dreber och Stella Fare.
Många Stockholmspartister var aktiva vid bildandet av Miljöpartiet 1981, och under åttiotalet hade de båda partierna ett nära samarbete. Miljöpartiet avstod till exempel från att kandidera till Stockholms kommunfullmäktige, istället återfanns miljöpartistiska namn på Stockholmspartiets listor och man uppmanade sina anhängare i staden att rösta på Stockholmspartiet i kommunalvalet.  Samarbetet var inte helt okontroversiellt, och 1989 bröts det definitivt. Under tidigt 1990-tal hade Stockholmspartiet ett systerparti på landstingsnivå som hette 08-partiet, det blev dock aldrig invalt i landstinget. 1994 bildades partiets ungdomsförbund, Unga stockholmare.
Sedan partiet förlorade sin representation i kommunfullmäktige 2002, bytte Stockholmspartiet under Svante Linussons ledning delvis inriktning och beskrev sig inför valet 2006 som ett mer borgerligt parti. Till skillnad från de övriga borgerliga partierna på kommunal nivå är det dock positivt till trängselskatt. Partiet lyckades dock inte återkomma till Stockholms kommunfullmäktige och fick inte heller några mandat i landstingsfullmäktige, och stax efteråt avgick Svante Linusson. Ny partiordförande blev Elisabet Delang i januari 2007. Stockholmspartiet drog ner på verksamheten och deltog inte i valet 2010. 

### Nystart
Till valet 2014 vaknade Stockholmspartiet till nytt liv och beställde valsedlar till kommunalvalet i Stockholm. Partiet anger numera (2014) att det inte kan placeras in på den politiska vänster-högerskalan och har därmed återgått till den ursprungliga tvärpolitiska hållningen.   Ny partiledare är Agneta Liljesköld. Det som väckte Stockholmspartiet till liv igen var debatten om nya Slussen. Stockholmspartiet var det enda partiet som förespråkade ett bevarande av den gamla Slussen med klöverbladskorsningen. Men inte heller vid 2014 års val fick Stockholmspartiet några mandat.
Stockholmspartiet deltog även i 2018 års val, men fick i det valet bara 61 röster. Vid detta val beställde Stockholmspartiet inga valsedlar, men två personer hade gått med på att ställa upp för partiet.
I valet 2022 hade Stockholmspartiet inte registrerat sig hos valmyndigheten vilket innebär att de inte deltog i detta val.

## Mandat i stadshuset
- 1979 - 3 mandat
- 1982 - 3 mandat
- 1985 - 4 mandat
- 1988 - 8 mandat
- 1991 - 3 mandat
- 1994 - 2 mandat
- 1998 - 3 mandat
- 2002 - 0 mandat
- 2006 - 0 mandat
- 2010 - deltog ej i valet
- 2014 - 0 mandat
- 2018 - 0 mandat
- 2022 - deltog ej i valet